# Antonio Borruto
Antonio Borruto (Roma, 5 marzo 1946) è un ex calciatore italiano, di ruolo centrocampista.

## Caratteristiche tecniche
Giocava come centrocampista destro.

## Carriera

### Club
Borruto entrò a far parte della prima squadra del Deportivo Morón nella stagione 1967, in cui la formazione bianco-rossa partecipava alla seconda divisione argentina. Ottenuta la promozione in Primera División al termine della Primera B 1968, Borruto fu schierato in 5 occasioni in partite di massima serie, prendendo parte al Campionato Metropolitano di quell'anno. Nel 1970 passò all'All Boys, tornando dunque in Primera B, la seconda serie: vi giocò per due stagioni, assommando 46 presenze. In tutto Borruto conta 83 presenze in seconda serie e 5 in massima serie argentina.